# Máximo Blanco
Máximo Ernis Blanco Viscaino (ur. 16 października 1983) – wenezuelski zapaśnik w stylu wolnym. Zajął 24 miejsce na mistrzostwach świata w 2006. Trzeci na mistrzostwach panamerykańskich w 2007. Brązowy medal na igrzyskach Ameryki Południowej i srebrny na igrzyskach Ameryki Środkowej i Karaibów w 2006 roku. Od 2008 roku zawodnik MMA. Jedenaście wygranych i sześć przegranych walk.